# John Elsworthy
John Elsworthy (født 26. juli 1931, død 3. maj 2009) var en walisisk fodboldspiller (venstre half).
På klubplan tilbragte Elsworthy hele sin karriere, fra 1949 til 1965, hos Ipswich Town i England. Han spillede næsten 400 ligakampe for klubben, og var med til at vinde det engelske mesterskab i 1962.
Elsworthy nåede aldrig at spille en kamp for Wales' landshold, men var med i truppen til VM 1958 i Sverige som ubrugt reserve.

## Titler
Engelsk mesterskab
- 1962 med Ipswich Town